# 運輸省
運輸省（日语：／ Unyu shō */?）是日本在2001年1月5日之前的中央省廳兼交通部門，管轄陸海空之運輸行政、海上保安、氣象等。

## 來歷
- 1945年5月19日 - 運輸通信省外局通信院，作為內閣所轄之遞信院分離時，運輸通信省改組為運輸省。
- 1949年6月1日 - 運輸省所管之國有鐵道管理運營事務，移管至新設立之公共企業體日本國有鐵道。
- 2001年1月6日 - 中央省廳再編實施，運輸省和建設省、國土廳、北海道開發廳統合，設置國土交通省。

## 組織

### 幹部
- 運輸大臣
- 運輸政務次官
- 事務次官
- 運輸審議官

### 本省
- 大臣官房
  - 文書課
  - 人事課
  - 會計課
  - 福祉課
- 運輸政策局
  - 政策課
  - 總合計畫課
  - 地域計畫課
  - 運輸産業課
  - 消費者行政課
  - 環境・海洋課
  - 技術安全課
  - 國際企畫課
  - 國際業務第一課
  - 國際業務第二課
  - 貨物流通企畫課
  - 貨物流通施設課
  - 複合貨物流通課
  - 情報管理部
    - 情報企畫課
    - 調查課
    - 統計課

  - 觀光部
    - 企畫課
    - 旅行振興課
    - 觀光地域振興課
- 鐵道局
  - 總務課
  - 幹線鐵道課
  - 都市鐵道課
  - 財務課
  - 業務課
  - 技術企畫課
  - 保安車両課
  - 施設課
- 自動車交通局
  - 總務課
  - 企畫課
  - 旅客課
  - 貨物課
  - 保障課
  - 技術安全部
  - 管理課
  - 技術企畫課
  - 審查課
  - 整備課
  - 保安・環境課
- 海上交通局 
  - 總務課
  - 海事産業課
  - 外航課
  - 國內旅客課
  - 國內貨物課
  - 港運課
- 海上技術安全局
  - 總務課
  - 造船課
  - 舶用工業課
  - 安全基準課
  - 檢查測度課
  - 技術課
  - 船員部
    - 勞政課
    - 勞働基準課
    - 教育課
    - 船舶職員課
- 港灣局
  - 管理課
  - 計畫課
  - 開發課
  - 建設課
  - 環境整備課
  - 海岸・防災課
  - 技術課
- 航空局
  - 監理部
    - 總務課
    - 國際航空課
    - 航空事業課
    - 經理補給課

  - 飛行場部
    - 管理課
    - 計畫課
    - 新東京國際空港課
    - 關西國際空港課
    - 環境整備課
    - 建設課

  - 技術部
    - 運航課
    - 航空機安全課
    - 乘員課

  - 管制保安部
    - 保安企畫課
    - 管制課
    - 運用課
    - 無線課

### 設施等機關
- 船舶技術研究所
- 電子航法研究所
- 港灣技術研究所
- 交通安全公害研究所
- 海技大學校
- 航海訓練所
- 海員學校
- 航空大學校
- 運輸研修所
- 航空保安大學校

### 地方支分部局
- 地方運輸局
- 港灣建設局
- 地方航空局
- 航空交通管制部

### 外局
- 船員勞働委員會
- 海上保安廳
- 海難審判廳
- 氣象廳

### 中央省廳再編後

#### 內部部局
- 運輸政策局→省廳再編，和舊建設省建設經濟局統合，改組為國土交通省總合政策局。
- 海上交通局→省廳再編，和海上技術安全局統合，改組為國土交通省海事局。
- 海上技術安全局→省廳再編，和海上交通局統合，改組為國土交通省海事局。

#### 施設等機關
- 船舶技術研究所→獨立行政法人化，改稱海上技術安全研究所。
- 電子航法研究所→獨立行政法人化。
- 港灣技術研究所→省廳再編後，國土交通省國土技術政策總合研究所（國總研）發足。同時，獨立行政法人化，改組為港灣空港技術研究所。組織之一部再編為國總研。
- 交通安全公害研究所→獨立行政法人化，改稱交通安全環境研究所。
- 海技大學校→獨立行政法人化，2006年4月再編為海技教育機構。同校作為組織之一部存續。
- 海員學校→獨立行政法人化，2006年4月再編為海技教育機構。
- 航空大學校→獨立行政法人化。
- 航海訓練所→獨立行政法人化。
- 運輸研修所→中央省廳再編後，改組為國土交通省國土交通大學校柏研修中心。
- 航空保安大學校→再編為國土交通省之設施等機關。

#### 地方支分部局
- 地方運輸局→改組為國土交通省之地方支分部局（母體本身不變）。
- 地方港灣局→中央省廳再編，再編為舊建設省地方建設局（地建），改組為國土交通省各地方整備局（地整）。第一～第五的管轄區域再編為地整之「港灣空港部」。
- 地方航空局→再編為國土交通省之地方支分部局。
- 航空交通管制部→再編為國土交通省之地方支分部局。

#### 外局
過去管轄的海上保安廳（Maritime Safety Agency of Japan）等全部機關，再編為國土交通省之外局。

## 關連項目
- 國土交通省
- 海上保安廳
- 氣象廳
- 日本國有鐵道

## 外部連結
- （motnet.go.jp，存于）